# عرقون مخطط
عرقون مخطط (الاسم العلمي:Euphrasia stricta) هو نوع غير مؤكد من النباتات يتبع جنس العرقون من الفصيلة الهالوكية.